# 杭州广播电视台
杭州文化广播电视集团（与杭州广播电视台为一个机构两块牌子），简称杭州文广集团，2005年1月由原杭州广播电视集团、杭州文化发展投资有限公司合并组建成立，是中华人民共和国杭州市人民政府所有的集广播电视、文化演艺、有线网络和其他服务于一体的综合现代文化传媒集团。總部位于浙江省杭州市之江路888号。集团员工共3000余人，固定资产人民幣数十亿元。

## 概况
2002年9月28日，杭州广播电视集团成立，是中国大陆第一个副省级市广播电视集团，与杭州市广播电视局为一个机构两块牌子。2005年1月，根据全国文化体制改革试点工作的要求，经中国共产党杭州市委员会、杭州市人民政府决定，按照“政事分开、管办分离”原则，杭州市广播电视局与杭州广播电视集团分离；同时杭州广播电视集团和杭州文化发展投资有限公司进行合并，组建成立杭州文化广播电视集团，并注册成立杭州文化广播电视集团有限公司，保留杭州广播电视台牌子。
杭州文化广播电视集团为事业单位，实行企业化管理。集团拥有5个电视频道、3个广播频率和广播影视周报等10家媒体，8家艺术院团和30家控股、参股、全资公司，杭州大剧院、西泠书画院、杭州市文化中心等文化事业单位。
杭州文化广播电视集团旗下频道每天黄金时间电视新闻播出量达8个半小时，广播新闻播出量达15个小时。

## 电视服务
杭州电视台为杭州文广集团旗下电视频道的统一呼号，开播于1984年2月1日。2001年6月，杭州市有线广播电视台与杭州市电视台合并为杭州电视台。2002年9月28日原杭州广播电视集团成立后，杭州电视台建制被撤销，但原“杭州电视台”呼号则继续保留。

### 历史
1983年5月，中共杭州市委、杭州市人民政府决定筹建杭州电视台。同年7月，中华人民共和国广播电影电视部批准建立杭州电视台，以11频道播出，其临时发射台建在海拔高度40米的吴山东麓，塔身高48米。
1984年1月31日，杭州电视台正式开播，由于人员和技术限制，当时仅录播上海电视台节目。同年12月，杭州电视台借用浙江省电力工业局上海至乌溪江电力微波通道，直接转播上海电视台8频道节目，此后开办自办节目。1986年9月，杭州电视台结束转播上海电视台节目的历史，每天播出自办节目，全天播出5小时30分钟。杭州电视台最初与杭州市广播电视局合署办公，1985年独立建制。
1990年11月12日，杭州电视台以41频道开播第二套节目，最初转播中国中央电视台节目，至1993年4月24日改为“西湖明珠电视台”（现西湖明珠频道）。
1991年6月28日，杭州有线电视台筹建；同年12月31日在朝晖五区开通信号试播，1993年5月22日正式开播，是中国第一家经广播电影电视部批准正式建立的省会城市有线电视台，第一家全天24小时播出的电视台，以及当时中国大陆开通频道最多（1994年开通22个频道、23套节目）的有线电视台。杭州有线电视台筹建时与杭州电视台为一个机构两块牌子，1995年6月单独建制。
1999年8月18日，中共杭州市委、杭州市人民政府办公厅联合发文，成立杭州市有线广播电视网络中心（此为华数集团的前身），统一管理杭州市有线网规划、建设、经营和节目传输。杭州有线电视台由此转为节目制作和播出机构。同时，杭州市广播电视局实施“局领导下的频道、频率管理体制”，撤销杭州电视台、杭州有线电视台建制，保留播出呼号。
2001年6月，经国家广播电影电视总局和浙江省广播电影电视局批复同意，杭州市有线广播电视台和杭州市电视台合并为杭州电视台，撤销杭州有线电视台呼号。2001年7月1日，杭州电视台启用“三潭印月”台标，原杭州市有线广播电视台和杭州市电视台台标停止使用。

杭州电视台台标

### 频道列表

#### 现有频道
| 頻道名稱      | 语言           | 广播格式                        | 啟播時間      | 頻道口號               | 频道前身                                                                   | 備註 | 備註 |
| 综合频道      | 普通話、英语   | SD: PAL 576i 4:3 HD: 1080i 16:9 | 1984年1月31日 |                        | 杭州电视台（主频） 杭州电视台11频道                                        | 该频道为杭州电视台的第一条频道，1984年6月开播自办节目。该频道以新闻时政节目为主要播出内容，以资讯和影视剧为辅助播出内容。2013年频道改版，在晚间黄金时段开设“三个一小时”新闻节目带，每个小时的节目带涵盖民生新闻、时政新闻、问政评论三个主题。2015年度频道尼尔森晚间收视位居所有杭州落地频道第一，同时频道连续三年获得“金长城传媒奖·中国十大影响力城市电视频道”、“中国品牌媒体百强-城市电视频道品牌10强”等荣誉称号、并入选“博雅榜城市电视台满意度前十”。 |      |
| 西湖明珠频道  | 普通話、杭州话 | SD: PAL 576i 4:3 HD: 1080i 16:9 | 1993年4月24日 | 最美是西湖，好看在明珠 | 西湖明珠电视台                                                             | 又称明珠电视，该频道是以新闻为主的综合频道，播出节目涵盖新闻、综艺、文化、影视剧等类别。该频道于1997年12月1日开设官方网站，是全国城市电视台中第一个开设官方网站的电视台。该频道全天播出23个小时，自制节目为四个半小时。 |      |
| 生活频道      | 普通話、杭州话 | SD: PAL 576i 4:3 HD: 1080i 16:9 | 1993年        | 生活频道，最有味道     | 杭州有线电视台 杭州有线综艺频道                                            | 该频道以生活类节目为播出内容 |      |
| 影视频道      | 普通話         | SD: PAL 576i 4:3 HD: 1080i 16:9 | 1994年5月     | 青春创造               | 杭州有线电影体育频道 杭州有线妇女频道 杭州有线影视频道                     | 该频道以播放影视剧、影视栏目为主，也会播出创业、健康、新闻等非影视类节目，每天播出节目近20个小时。 |      |
| 青少·体育频道 | 普通話         | SD: PAL 576i 4:3 HD: 1080i 16:9 | 2002年5月1日  |                        | 杭州电视台娱乐频道 杭州电视台少儿频道                                      | 2004年10月25日改为现名。该频道主要播出少儿家庭节目和动画片，亦会转播体育赛事。 为迎接2022年亚洲运动会召开，该频道于2020年5月27日更名为青少·体育频道，在亚运会闭幕之前同时使用“亚运频道”呼号。 |      |
| 文化频道      | 普通話         | SD: PAL 576i 4:3 HD: 1080i 16:9 | 1998年4月     |                        | 西湖有线电视台 杭州有线导视频道 杭州电视台导视频道 杭州电视台导视·纪录频道 | 2007年频道交由西湖明珠频道管理，2011年改呼号为“导视·纪录频道”。2016年7月25日改为现名，主要播出文化类节目。 |      |
| 房产频道      | 普通話         | SD: PAL 576i 4:3                | 2008年6月6日  |                        |                                                                            | 定频于杭州华数66频道，主要播出房产资讯节目。 |      |
| 求索纪录频道  | 普通話         | UHDTV (4K 16:9)                 | 2014年3月20日 |                        |                                                                            | 该频道实际由华数集团与探索传播合资开设的公司负责整体运营，是中国大陆唯一一个引进探索频道节目资源的付费电视频道，以播出自然、人文等真人秀娱乐的高清纪录片为主。2020年3月20日由高清付费频道改为4K超高清付费频道，是中国大陆第三个经批准开播的4K频道及首个4K付费频道，以及华东地区首个4K频道。 |      |

#### 停播频道
- 立体高清试验频道
- 西湖卫视：与西藏电视台联办，1998年3月1日起试播，同年6月15日正式开播。该频道主要播出杭州电视台11频道、西湖明珠台和杭州有线电视台的新闻、专题、自办栏目和自制电视剧，现已停播。[6]

### 主要节目

#### 综合频道
- 《杭州新闻联播》：为该频道的主新闻时段，主要报道杭州地区的时政新闻。
- 《新闻60分》：主要报道杭州地区的民生新闻。
  - 《民情观察室》：由杭州市纠风办、杭州市考评办、杭州市效能办与杭州文广集团联合制作的舆论监督类节目，以“致力于提升政府职能部门和公共服务行业政风行风水平”为目标。现为《新闻60分》的一个板块。
- 《今日关注》：为舆论监督和评论性节目，前身为《十分关注》。
- 《我们圆桌会》：为一档周播社会议题讨论节目，与香港电台《城市论坛》栏目风格类似。
- 《财经第一线》：专业财经新闻节目。
- 《新闻晚点名》（已停播）：晚间新闻节目，前身为《新闻夜班车》。
- 《走遍杭州》（Around Hangzhou）：为中英双语外宣综合栏目，以在杭外籍人士及双语人群为观众对象。
- 《直播12345》：为午间时段直播新闻节目。
- 《我们退休啦》（购自上海广播电视台都市频道）
- 《中国城市报道》（购自广州广播电视台综合频道）

#### 西湖明珠频道
- 《明珠新闻》：为该频道的普通话主新闻时段，内容以以社会新闻为主，兼顾经济新闻和时政新闻，收视率一直位于杭城新闻节目前列，节目口号“新闻因人而生动”。该节目以编播节奏快、时效性强、现场报道和现场采访多、注重评论和讲求互动为特点，1993年在中共浙江省委宣传部、浙江省广电厅联合举行的省、市（地）电视台新闻栏目抽查评比中获“创新奖”[6][8]。
- 《阿六头说新闻》：为该频道的杭州话主新闻时段，是中国第一档方言民生新闻栏目，开播于2004年1月1日。其收视率一直位居杭州地区各类节目榜首，在全国也有一定影响力和知名度，先后获得“中国十佳电视民生新闻栏目”、“全国十大品牌电视民生新闻栏目”、“全国原创电视栏目二十佳”等国家省市各类奖项近五十项[8]。
- 《和事佬》：为社会调解类节目，开播于2010年1月1日[8]。
- 《开心茶馆》：开播于2005年，是江南地区播出期数最多、收视率最高的一档曲艺类节目。栏目围绕社会热点，用吴语方言讲述普通百姓的寻常故事[16]。在湖州、苏州亦开设同名节目（其中苏州版已停播）。
- 《今日最大牌》：为棋牌类节目。
- 《警界41》：法治节目。
- 《财经家》：财经类节目。

#### 生活频道
- 《市民监督团》：为该频道的普通话主新闻时段，具有市民监督性质的新闻节目，节目将“舆论监督、帮办百姓、传播资讯”三合一。
- 《我和你说》：为该频道的杭州话主新闻时段，以主持人脱口秀的方式播报新闻，2004年开播[17]。
- 《开心大玩家》：棋牌游戏类节目。
- 《做给你看》：为实境体验类节目，由主持人在农场进行体验式报道，为观众推荐农产品食材。其节目创始人、第一任主持人为祝丹文（昵称“破裤子”），2016年7月15日凌晨因车祸逝世[17]。
- 《生活大参考》：集实用性、参考性和互动性于一身的栏目，本节目亦在中国大陆其他市级电视台播放。
- 《生活gogogo》：时尚生活资讯节目。
- 《新锐杭商》
- 《相约健康》：健康资讯节目。
- 《幸福空间》：以家装为主题的资讯节目。

#### 影视频道
- 《今日新看点》：为该频道的主新闻时段
- 《万有影力》
- 《对抠》
- 《爱影者联盟》
- 《健康起义》

#### 青少·体育频道[18]
- 《体育超维度》：为该频道的体育主新闻时段
  - 《体坛快讯》
  - 《杭州体育+》
- 《青少新闻周刊》：为该频道的青少主新闻时段
- 《五号厨房》
- 《潮宝贝》
- 《妈妈早点到》
- 《名师公开课》
- 《名校有约》

## 广播服务
杭州人民广播电台为杭州文广集团旗下广播频率的统一呼号，开播于1958年5月。

### 历史
1958年5月，浙江人民广播电台将第二套节目1530千赫的播出设备供即将开播的杭州人民广播电台使用，同年9月29日开播。当时杭州台主要转播中央人民广播电台节目，也有少数自办节目，以及根据需要举办特别节目或讲座。文艺节目由浙江电台提供，录音、播出也由浙江电台代办。1960年8月，杭州电台编辑部并入杭州日报社，报社设电台新闻编辑组，提供稿件播出。1961年3月暂停播音。
1984年5月1日，杭州人民广播电台正式恢复播音，开设中波、调频2套节目。其中，中波频率是以新闻为主的综合性节目，全天播出10小时40分钟；调频频率播出立体声音乐3小时。1992年6月，调频立体声广播频率改呼号为“西湖之声广播电台”，同年9月20日正式开播。1993年5月开始筹建杭州经济之声广播电台（现为交通经济广播），同年10月18日开播。
1998年，杭州人民广播电台3套节目统一呼号，播出时分别称：杭州人民广播电台、杭州人民广播电台西湖之声、杭州人民广播电台经济之声。1999年，杭州市广播电视局实施“局领导下的频道、频率管理体制”，撤销杭州人民广播电台建制，保留播出呼号。
电台原址位于杭州市拱墅区莫干山路86号，2010年1月迁至上城区之江路888号广电中心大楼。

### 频率列表
| 頻道名稱                 | 语言   | 频道频率     | 啟播時間       | 頻道口號           | 频道前身                   | 備註 |
| 新闻综合频率             | 普通話 | FM89.0 AM954 | 1958年9月29日  |                    | 杭州人民广播电台（主频率） | 前身为1958年9月29日开播的杭州人民广播电台主频率，1961年3月暂停播音，1984年5月1日恢复播音。目前新闻综合频率已分频为两套节目，其中FM89以新闻综合频率·杭州之声的呼号播出，以新闻节目为主；而AM954以新闻综合频率·老朋友广播的呼号播出，以中老年听众为播出对象。 |
| 西湖之声                 | 普通話 | FM105.4      | 1992年9月20日  | 声声有情，心心相印 | 杭州电台调频立体声广播频率 | 1992年9月20日起每天试验播出14小时音乐，同年10月25日开始实行全天24小时播音，是中国大陆第一家以娱乐定位的电台，各档节目全部由主持人主持现场直播，并开设热线让听众通过打电话直接参与节目。电台开播初期，收听率跃居杭州各电台之首，一度引发了杭城的“空中大战”，也致使随声听热销，舆论界曾称其为“西湖之声现象”。2007年1月1日改以西湖之声汽车电台的名义播出。曾连续三届获得中宣部精神文明“五个一工程”大奖，多年蝉联“中国广播电台十强”和“全国最具实力城市广播”荣誉称号。 |
| 交通经济广播 （交通918） | 普通話 | FM91.8       | 1993年10月14日 |                    | 杭州经济信息广播电台       | 频率节目以交通信息类节目为主，知名节目有《快活晚高峰》、《领先早高峰》、《我的汽车有话说》、《针锋相对》、《惊喜躲不开》等。值得一提的是，现任浙江卫视的节目主持人华少曾在交通经济广播主持节目。 |
| 城市资讯广播 （MIXFM）   | 普通話 | FM90.7       | 2015年12月28日 |                    |                            | |

## 旗下其他资产

### 艺术院团
艺术院团8家
- 杭州歌舞团
- 杭州越剧院
- 杭州杂技总团
- 杭州滑稽艺术剧院/杭州市滑稽剧团[24]
- 杭州话剧团
- 杭州爱乐乐团等

### 其他
集团还拥有广播影视周报等10家媒体，杭州文广投资控股有限公司、华数数字电视有限公司、杭州中国国际动漫节会展有限公司、杭州文物公司、杭州电影公司等30家控股、参股、全资公司，以及杭州大剧院、西泠书画院、杭州市文化中心等数家文化事业单位。

## 争议
2021年9月15日，该台综合频道《杭州新闻联播》出现重大播出事故，提词器出现失灵情况。该台主持人表示事故发生时，他是没有这段内容的备用手稿，并表示已经在深刻反省。